# Gazi Ferhad-beg
Gazi Ferhad-beg (umro 29. siječnja 1568., Tešanj), sin Iskender-bega, osmanski dužnosnik.
Brat mu se zvao Radivoj i živio je ili u Hercegovini ili u Bosni. Spominju ga i zapisnici Dubrovačke Republike. Ferhad-beg je otac bosanskog sandžak-bega Husrev-bega, iz brak s kćeri sultana Bajazita II. Seldžuka.
Podrijetlo mu nije sasvim izvjesno, no izvjesno je da je u svezi s tešanjskim krajem. Još mu je otac Iskender-beg u tešanjskom kraju službovao kao vojno-upravni organ, a prije ili poslije obnašao je i razne druge funkcije, poput vojvode tešanjskog kraja, subaše, timar-sahibija
Osnovao je svoj vakuf na desnoj strani Usore. I taj Ferhad-beg, koji se prvi put u povijesnim dokumentima spominje kao sudionik Mohačke bitke (1526), zapravo je najznačajnija ličnost za rani razvitak Tešnja. Graditelj je glavne tešanjske džamije (Čaršijska ili Ferhadija) koju je, kako stoji u vakufnami, sagradio "za Božje robove koji obavljaju namaz nakon idolopoklonstva".
1531. godine osnovan je Gazi Husrev-begov vakuf, sa selima Omanjska i Kuzmadanje (Komušina i Planje), a ćehaja tog vakufa postao je Ferhad-beg. Uvakufio je i drugu kuću za putnike (han), mlinove, trideset i dvije trgovine, određeni dio zemljišnih posjeda kao čifluk Jablanicu i Čagliće, zavidnu iznos novca (u dirhamima) koji su poslužili za plaćanje troškova: imama, hatiba, muallima u džamiji i ostale svrhe. Za njegove je vremena bila velika islamizacija tešanjskog područja. Osnivač je muslimanskog gradskog naselja u podgrađu tvrđave u Tešnju. 1559. podigao je drugu po starosti džamiju u Tešnju, Ferhadiju. Postoji mogućnost i da je sagradio Ferhadiju u Žepču, zbog blizine i pripadnosti Žepča tešanjskoj nahiji.
Poginuo je 1568. godine na čelu osmanlijske vojske, ratujući protiv egipatskog sultana. Pokopan je pred svojom džamijom u Tešnju. Nišan je na uzdignutom sarkofagu nasuprot džamijskih vrata. Epitaf na Ferhad-begovu nišanu najstariji je islamski natpis tešanjskog kraja.
U Tešnju se 10. prosinca obilježava kao Dan grada i sjećanje na Ferhad-bega.